# 키라 (우간다)
키라(영어: Kira)는 우간다의 도시로, 행정 구역상으로는 와키소 구에 속한다. 면적은 98.83km2, 인구는 158,300명(2008년 기준)이다. 사쪽으로는 캄팔라가, 남쪽으로는 빅토리아호가 위치해있다.

## 인구
| 연도    | 인구    | ±%      |
| ------- | ------- | ------- |
| 2002    | 124,067 | —       |
| 2014    | 317,157 | +155.6% |
| 2020    | 462,900 | +46.0%  |
| source: |         |         |

1. ↑  Uganda Bureau of Statistics (2020년 6월 14일). “Kira Town Population Statistics” (Citypopulation.de Quoting Uganda Bureau of Statistics). Kampala: Citypopulation.de. 2021년 3월 9일에 확인함.